# Bram Marbus
Abraham Alexander (Bram) Marbus (Noordwijk, 16 april 1972) is een Nederlands voormalig voetballer die uitkwam voor Excelsior, Cambuur Leeuwarden, Go Ahead Eagles en Sparta. Hij speelde als aanvaller.
In 2009 werd hij getroffen door een hartstilstand. Hij is een broer van Cees Marbus.
Inmiddels is hij makelaar en woont nog steeds in Noordwijk.